# 郭宇權
郭宇權，(英語：KWOK, Yue-Kue)，香港數學家，前香港科技大學數學系教授，現香港科技大學（廣州）數學系教授。

## 生平
郭宇權在廣州出生，4歲來港，他本科是在香港大學讀土木工程，其後在美國布朗大學取得應用數學博士，
1980年代末，郭宇權在美國西維珍尼亞大學任教數學，得知香港將成立第三所大學——香港科技大學，他聯絡創校校長吳家瑋，最後回流香港獲聘為數學系講師，是首十位創校教職員之一。
1990年代香港科技大學創校初期，郭宇權有感香港需要熟悉金融數學的學者，將金融數學課程引入該校數學系。
2023年應新成立的香港科技大學（廣州）發展，借調廣州科技大學相同職系。

## 著作
郭宇權的研究領域為金融數學、衍生性金融商品的定價模型、信用風險模型，曾發表了80多篇學術論文。
學術期刊
- Journal of Economic Dynamics and Control(中文譯名《經濟動力學和控制》)副主編
- Asia-pacific Financial Markets(中文譯名《亞太金融市場》)副主編

數學學術著作
- “Mathematical Models of Financial Derivatives” (2008) (中文譯名《金融衍生產品的數學模型》)
- “Applied Complex Variables” (2010) (中文譯名《應用復變函數論》)
- “Saddlepoint Approximation Methods in Financial Engineering” (2018)
- “Pricing Models of Volatility Products of Exotic Variance Derivatives” (2022)[3]

金融經濟類書籍
- 香港金融衍生市場: 分析認股證、 恆指期貨及期權投資策略，明報出版社 (1998)[4]

中學數學教科書
- 高級程度純粹數學:代數. 作者: 張浩, 吳貴成, 郭宇權著
- 高級程度純粹數學:微積分與解釋幾何. 作者: 張浩, 吳貴成, 郭宇權著
- 數學新領域（中一至中三）顧問[5]